# دميترو خريتشيشكين
دميترو فولودوميروفيتش خريتشيشكين (بالأوكرانية: Дмитро Володимирович Гречишкін) هو لاعب كرة قدم أوكراني في مركز الوسط الومدافع ولد في يوم 22 سبتمبر 1991 في مدينة سفرودونتسك في أوكرانيا، يلعب حالياً مع نادي شاختار دونتسك وسبق له اللعب مع نادي ماريوبول وتشورنومورتس أوديسا وزوريا لوهانسك، في سنة 2013 بدأ باللعب مع منتخب أوكرانيا لكرة القدم ويبلغ طوله 177 سم.

## روابط خارجية
- دميترو خريتشيشكين على موقع الاتحاد الأوربي (الإنجليزية)
- دميترو خريتشيشكين على موقع اتحاد تركيا (لاعب) (الإنجليزية)
- دميترو خريتشيشكين على موقع اتحاد أوكرانيا (الإنجليزية)
- دميترو خريتشيشكين على موقع قاعدة بيانات كرة القدم.إي يو (الإنجليزية)
- دميترو خريتشيشكين على موقع ناشيونال فوتبول تيمز (الإنجليزية)
- دميترو خريتشيشكين على موقع Soccerway.com (الإنجليزية)
- دميترو خريتشيشكين على موقع عالم كرة القدم.نت (الإنجليزية)
- دميترو خريتشيشكين على موقع AS.com (الإسبانية)